# XVI Giochi dei piccoli stati d'Europa
I XVI Giochi dei piccoli stati d'Europa si sono svolti in Islanda dal 1º al 5 giugno 2015.
I nove Stati partecipanti si sono sfidati in undici diversi sport.

## I giochi

### Stati partecipanti
Tra parentesi, il numero di atleti partecipanti
- Andorra (52)
- Cipro (56)
- Islanda (240)
- Liechtenstein (42)
- Lussemburgo (136)
- Malta (58)
- Monaco (105)
- Montenegro (42)
- San Marino (58)

### Sport
Tra parentesi, il numero di eventi connessi
- Atletica leggera (36)
- Beach volley (2)
- Ginnastica (14)
- Golf (4)
- Judo (12)
- Nuoto (32)
- Pallacanestro (2)
- Pallavolo (2)
- Tennis (5)
- Tennistavolo (6)
- Tiro (5)

## Medagliere
| Pos.   | Paese         | Oro | Argento | Bronzo | Totale |
| ------ | ------------- | --- | ------- | ------ | ------ |
| 1      | Islanda       | 38  | 46      | 31     | 115    |
| 2      | Lussemburgo   | 34  | 22      | 24     | 80     |
| 3      | Cipro         | 20  | 16      | 16     | 52     |
| 4      | Montenegro    | 9   | 4       | 8      | 21     |
| 5      | Monaco        | 7   | 11      | 15     | 33     |
| 6      | Liechtenstein | 7   | 9       | 9      | 25     |
| 7      | Malta         | 4   | 9       | 19     | 32     |
| 8      | Andorra       | 4   | 1       | 6      | 16     |
| 9      | San Marino    | 0   | 6       | 6      | 12     |
| Totale | Totale        | 123 | 124     | 134    | 381    |